# Ermita de Sant Ramon (Vilafamés)
L'Ermita de Sant Ramon a Vilafamés, a la comarca de la Plana Alta, és un antic lloc de culte, catalogat com a Monument d'interès local segons consta en l'ANNEX III Béns de rellevància local compresos en el conjunt històric, del Decret 80/2005, de 22 d'abril, pel qual es declara Bé d'interès cultural el Conjunt històric de Vilafamés; amb codi 12.05.128-0010 de la Generalitat Valenciana.
L'ermita, datada del segle xviii, està en ple nucli de Vilafamés, dins de la zona del nucli històric, adossada pel lateral dret i la part posterior a habitatges particulars.
Es tracta d'un edifici de reduïdes dimensions, planta central, d'alts murs de fàbrica de maçoneria, i cúpula piramidal amb faldons, que es recolza sobre un petit tambor de forma quadrada decorat amb finestres. La façana, emblanquinada, es remata amb una petita espadanya i presenta una porta d'entrada de llinda per grans carreus. Com a única decoració pot observés, sobre la porta d'accés al temple, una fornícula amb un retaule ceràmic que mostra la imatge del Sant Ramon.